# غاد هوروويتز
غاد هوروويتز هو عالم سياسة كندي، ولد في 1936 في القدس في إسرائيل.